# Східна шахрайка
«Східна шахрайка» («Майсаранинг иши») — радянський художній фільм 1989 року, знятий режисером Мелісом Абзаловим на кіностудії «Узбекфільм».

## Сюжет
Фільм знятий за п'єсою Хамзи Хакім-заде Ніязі «Витівки Майсари». Двоє процвітаючих друзів — Кадієв і Аглямов, дивляться історичний відеофільм і по ходу подій, що розгортаються на екрані, від душі критикують сучасне життя. Однак, після легкого вибуху, час повертається назад — і герої у східних халатах і в чалмах опиняються у центрі подій далекої епохи.

## У ролях
- Сайрам Ісаєва — Майсара
- Обіджан Юнусов — Муладост
- Ато Мухамеджанов — Кадієв
- Хусан Шаріпов — Аглямов (озвучив Юрій Саранцев)
- Бахтіяр Закіров — Хідаятхан
- Гузаль Мансурходжаєва — Айхон
- Фархад Махмудов — Чупан
- Ділором Ігамбєрдиєва — Надіра
- Фуркат Файзієв — Тахір
- Мамура Ергашева — епізод
- Діяс Рахматов — Кучкар
- Турсун Імінов — Юлчі
- Іногам Адилов — Юсуф
- Айша Джураєва — епізод
- Мухаббат Юлдашева — епізод
- Д. Шукурджанова — епізод
- Меліс Абзалов — маг в телевізорі
- Шаріф Кабулов — Махмудхан, багатий бай
- Максуд Атабаєв — епізод

## Знімальна група
- Режисер — Меліс Абзалов
- Сценарист — Едуард Акопов
- Оператори — Олександр Антипенко, Ріфкат Ібрагімов
- Композитори — Фаррух Закіров, Рустам Ільясов
- Художник — Назім Аббасов